# Limerodes arctiventris
Limerodes arctiventris là một loài tò vò trong họ Ichneumonidae.